# الشينوودي
الشينوودي (باللاتينية: Sheinwoodian)، وهي أول مرحلة من فترة وينلوك، حيث تمتد من (433.4 ± 0.8) إلى (430.5 ± 0.7) مليون سنة مضت.
| العصر       | الفترة     | المرحلة    | أهم الأحداث | البداية (م.س.مضت) |
| ----------- | ---------- | ---------- | --- | ----------------- |
| الديفوني    | المبكر     | اللوكوفي   | أحدث | أحدث              |
| السيلوري    | البريدولي  | البريدولي  | - أحداث جيولوجية: زادت سماكة طبقة الأوزون. بداية تكون الجبال الكاليدونية (تصادم بين لورنشيا وبالطيقيا وأحد الأراضي الصغيرة من غندوانا سابقًا) لتشكل التلال في إنجلترا، وايرلندا، وويلز، واسكتلندا وسلسلة الجبال الإسكندنافية. كما استمر تكون الجبال الأكادينية حتى العصر الديفوني (وبالتالي تشكلت أوراسيا). تناقص تدريجي في حركة تكون جبال تاكون. انتهاء الفترة الجليدية في وقت متأخر من هذا العصرة بعد أن بدأت في أواخر العصر الأوردوفيشي. تناقص تدريجي في تكون جبال لاكلان في القارة الاسترالية. - أحداث حيوية : ظهور النباتات الوعائية ومفصليات الأرجل الأرضية: كثيرات الأرجل، وسداسيات الأرجل (بما في ذلك الحشرات)، والعناكب. أنتشار سريع لعريضات الأجنحة. أستمرار رأسيات الأرجل في الازدهار. أنشار الأسماك الفكية الحقيقية في البحار، جنبًا إلى جنب مع قوقعيات الأدمة. أنتشار كثير لكل من المرجان الصفائحي والمتعرج، وعضديات الأرجل (خمسيات الورك، المخطميات، إلخ)، والكيسانيات وزنابق البحر. تنوع ثلاثيات الفصوص والرخويات؛ أما الجرابتوليت فلم كن متنوعة بنفس القدر. ثلاثة انقراضات طفيفة. انقراض بعض شوكيات الجلد. | 422.7 ± 1.6       |
| السيلوري    | اللودلو    | اللودفوردي | - أحداث جيولوجية: زادت سماكة طبقة الأوزون. بداية تكون الجبال الكاليدونية (تصادم بين لورنشيا وبالطيقيا وأحد الأراضي الصغيرة من غندوانا سابقًا) لتشكل التلال في إنجلترا، وايرلندا، وويلز، واسكتلندا وسلسلة الجبال الإسكندنافية. كما استمر تكون الجبال الأكادينية حتى العصر الديفوني (وبالتالي تشكلت أوراسيا). تناقص تدريجي في حركة تكون جبال تاكون. انتهاء الفترة الجليدية في وقت متأخر من هذا العصرة بعد أن بدأت في أواخر العصر الأوردوفيشي. تناقص تدريجي في تكون جبال لاكلان في القارة الاسترالية. - أحداث حيوية : ظهور النباتات الوعائية ومفصليات الأرجل الأرضية: كثيرات الأرجل، وسداسيات الأرجل (بما في ذلك الحشرات)، والعناكب. أنتشار سريع لعريضات الأجنحة. أستمرار رأسيات الأرجل في الازدهار. أنشار الأسماك الفكية الحقيقية في البحار، جنبًا إلى جنب مع قوقعيات الأدمة. أنتشار كثير لكل من المرجان الصفائحي والمتعرج، وعضديات الأرجل (خمسيات الورك، المخطميات، إلخ)، والكيسانيات وزنابق البحر. تنوع ثلاثيات الفصوص والرخويات؛ أما الجرابتوليت فلم كن متنوعة بنفس القدر. ثلاثة انقراضات طفيفة. انقراض بعض شوكيات الجلد. | 425 ± 1.5         |
| السيلوري    | اللودلو    | الغورستي   | - أحداث جيولوجية: زادت سماكة طبقة الأوزون. بداية تكون الجبال الكاليدونية (تصادم بين لورنشيا وبالطيقيا وأحد الأراضي الصغيرة من غندوانا سابقًا) لتشكل التلال في إنجلترا، وايرلندا، وويلز، واسكتلندا وسلسلة الجبال الإسكندنافية. كما استمر تكون الجبال الأكادينية حتى العصر الديفوني (وبالتالي تشكلت أوراسيا). تناقص تدريجي في حركة تكون جبال تاكون. انتهاء الفترة الجليدية في وقت متأخر من هذا العصرة بعد أن بدأت في أواخر العصر الأوردوفيشي. تناقص تدريجي في تكون جبال لاكلان في القارة الاسترالية. - أحداث حيوية : ظهور النباتات الوعائية ومفصليات الأرجل الأرضية: كثيرات الأرجل، وسداسيات الأرجل (بما في ذلك الحشرات)، والعناكب. أنتشار سريع لعريضات الأجنحة. أستمرار رأسيات الأرجل في الازدهار. أنشار الأسماك الفكية الحقيقية في البحار، جنبًا إلى جنب مع قوقعيات الأدمة. أنتشار كثير لكل من المرجان الصفائحي والمتعرج، وعضديات الأرجل (خمسيات الورك، المخطميات، إلخ)، والكيسانيات وزنابق البحر. تنوع ثلاثيات الفصوص والرخويات؛ أما الجرابتوليت فلم كن متنوعة بنفس القدر. ثلاثة انقراضات طفيفة. انقراض بعض شوكيات الجلد. | 426.7 ± 1.5       |
| السيلوري    | الوينلوك   | الهوميري   | - أحداث جيولوجية: زادت سماكة طبقة الأوزون. بداية تكون الجبال الكاليدونية (تصادم بين لورنشيا وبالطيقيا وأحد الأراضي الصغيرة من غندوانا سابقًا) لتشكل التلال في إنجلترا، وايرلندا، وويلز، واسكتلندا وسلسلة الجبال الإسكندنافية. كما استمر تكون الجبال الأكادينية حتى العصر الديفوني (وبالتالي تشكلت أوراسيا). تناقص تدريجي في حركة تكون جبال تاكون. انتهاء الفترة الجليدية في وقت متأخر من هذا العصرة بعد أن بدأت في أواخر العصر الأوردوفيشي. تناقص تدريجي في تكون جبال لاكلان في القارة الاسترالية. - أحداث حيوية : ظهور النباتات الوعائية ومفصليات الأرجل الأرضية: كثيرات الأرجل، وسداسيات الأرجل (بما في ذلك الحشرات)، والعناكب. أنتشار سريع لعريضات الأجنحة. أستمرار رأسيات الأرجل في الازدهار. أنشار الأسماك الفكية الحقيقية في البحار، جنبًا إلى جنب مع قوقعيات الأدمة. أنتشار كثير لكل من المرجان الصفائحي والمتعرج، وعضديات الأرجل (خمسيات الورك، المخطميات، إلخ)، والكيسانيات وزنابق البحر. تنوع ثلاثيات الفصوص والرخويات؛ أما الجرابتوليت فلم كن متنوعة بنفس القدر. ثلاثة انقراضات طفيفة. انقراض بعض شوكيات الجلد. | 430.6 ± 1.3       |
| السيلوري    | الوينلوك   | الشينوودي  | - أحداث جيولوجية: زادت سماكة طبقة الأوزون. بداية تكون الجبال الكاليدونية (تصادم بين لورنشيا وبالطيقيا وأحد الأراضي الصغيرة من غندوانا سابقًا) لتشكل التلال في إنجلترا، وايرلندا، وويلز، واسكتلندا وسلسلة الجبال الإسكندنافية. كما استمر تكون الجبال الأكادينية حتى العصر الديفوني (وبالتالي تشكلت أوراسيا). تناقص تدريجي في حركة تكون جبال تاكون. انتهاء الفترة الجليدية في وقت متأخر من هذا العصرة بعد أن بدأت في أواخر العصر الأوردوفيشي. تناقص تدريجي في تكون جبال لاكلان في القارة الاسترالية. - أحداث حيوية : ظهور النباتات الوعائية ومفصليات الأرجل الأرضية: كثيرات الأرجل، وسداسيات الأرجل (بما في ذلك الحشرات)، والعناكب. أنتشار سريع لعريضات الأجنحة. أستمرار رأسيات الأرجل في الازدهار. أنشار الأسماك الفكية الحقيقية في البحار، جنبًا إلى جنب مع قوقعيات الأدمة. أنتشار كثير لكل من المرجان الصفائحي والمتعرج، وعضديات الأرجل (خمسيات الورك، المخطميات، إلخ)، والكيسانيات وزنابق البحر. تنوع ثلاثيات الفصوص والرخويات؛ أما الجرابتوليت فلم كن متنوعة بنفس القدر. ثلاثة انقراضات طفيفة. انقراض بعض شوكيات الجلد. | 432.9 ± 1.2       |
| السيلوري    | اللاندوفري | التليشي    | - أحداث جيولوجية: زادت سماكة طبقة الأوزون. بداية تكون الجبال الكاليدونية (تصادم بين لورنشيا وبالطيقيا وأحد الأراضي الصغيرة من غندوانا سابقًا) لتشكل التلال في إنجلترا، وايرلندا، وويلز، واسكتلندا وسلسلة الجبال الإسكندنافية. كما استمر تكون الجبال الأكادينية حتى العصر الديفوني (وبالتالي تشكلت أوراسيا). تناقص تدريجي في حركة تكون جبال تاكون. انتهاء الفترة الجليدية في وقت متأخر من هذا العصرة بعد أن بدأت في أواخر العصر الأوردوفيشي. تناقص تدريجي في تكون جبال لاكلان في القارة الاسترالية. - أحداث حيوية : ظهور النباتات الوعائية ومفصليات الأرجل الأرضية: كثيرات الأرجل، وسداسيات الأرجل (بما في ذلك الحشرات)، والعناكب. أنتشار سريع لعريضات الأجنحة. أستمرار رأسيات الأرجل في الازدهار. أنشار الأسماك الفكية الحقيقية في البحار، جنبًا إلى جنب مع قوقعيات الأدمة. أنتشار كثير لكل من المرجان الصفائحي والمتعرج، وعضديات الأرجل (خمسيات الورك، المخطميات، إلخ)، والكيسانيات وزنابق البحر. تنوع ثلاثيات الفصوص والرخويات؛ أما الجرابتوليت فلم كن متنوعة بنفس القدر. ثلاثة انقراضات طفيفة. انقراض بعض شوكيات الجلد. | 438.6 ± 1.0       |
| السيلوري    | اللاندوفري | الإروني    | - أحداث جيولوجية: زادت سماكة طبقة الأوزون. بداية تكون الجبال الكاليدونية (تصادم بين لورنشيا وبالطيقيا وأحد الأراضي الصغيرة من غندوانا سابقًا) لتشكل التلال في إنجلترا، وايرلندا، وويلز، واسكتلندا وسلسلة الجبال الإسكندنافية. كما استمر تكون الجبال الأكادينية حتى العصر الديفوني (وبالتالي تشكلت أوراسيا). تناقص تدريجي في حركة تكون جبال تاكون. انتهاء الفترة الجليدية في وقت متأخر من هذا العصرة بعد أن بدأت في أواخر العصر الأوردوفيشي. تناقص تدريجي في تكون جبال لاكلان في القارة الاسترالية. - أحداث حيوية : ظهور النباتات الوعائية ومفصليات الأرجل الأرضية: كثيرات الأرجل، وسداسيات الأرجل (بما في ذلك الحشرات)، والعناكب. أنتشار سريع لعريضات الأجنحة. أستمرار رأسيات الأرجل في الازدهار. أنشار الأسماك الفكية الحقيقية في البحار، جنبًا إلى جنب مع قوقعيات الأدمة. أنتشار كثير لكل من المرجان الصفائحي والمتعرج، وعضديات الأرجل (خمسيات الورك، المخطميات، إلخ)، والكيسانيات وزنابق البحر. تنوع ثلاثيات الفصوص والرخويات؛ أما الجرابتوليت فلم كن متنوعة بنفس القدر. ثلاثة انقراضات طفيفة. انقراض بعض شوكيات الجلد. | 440.5 ± 1.0       |
| السيلوري    | اللاندوفري | الروداني   | - أحداث جيولوجية: زادت سماكة طبقة الأوزون. بداية تكون الجبال الكاليدونية (تصادم بين لورنشيا وبالطيقيا وأحد الأراضي الصغيرة من غندوانا سابقًا) لتشكل التلال في إنجلترا، وايرلندا، وويلز، واسكتلندا وسلسلة الجبال الإسكندنافية. كما استمر تكون الجبال الأكادينية حتى العصر الديفوني (وبالتالي تشكلت أوراسيا). تناقص تدريجي في حركة تكون جبال تاكون. انتهاء الفترة الجليدية في وقت متأخر من هذا العصرة بعد أن بدأت في أواخر العصر الأوردوفيشي. تناقص تدريجي في تكون جبال لاكلان في القارة الاسترالية. - أحداث حيوية : ظهور النباتات الوعائية ومفصليات الأرجل الأرضية: كثيرات الأرجل، وسداسيات الأرجل (بما في ذلك الحشرات)، والعناكب. أنتشار سريع لعريضات الأجنحة. أستمرار رأسيات الأرجل في الازدهار. أنشار الأسماك الفكية الحقيقية في البحار، جنبًا إلى جنب مع قوقعيات الأدمة. أنتشار كثير لكل من المرجان الصفائحي والمتعرج، وعضديات الأرجل (خمسيات الورك، المخطميات، إلخ)، والكيسانيات وزنابق البحر. تنوع ثلاثيات الفصوص والرخويات؛ أما الجرابتوليت فلم كن متنوعة بنفس القدر. ثلاثة انقراضات طفيفة. انقراض بعض شوكيات الجلد. | 443.1 ± 0.9       |
| الأوردوفيشي | المتأخر    | الهيرنانتي | أقدم | أقدم              |